# Калимуллино
Калимуллино (баш. Кәлимулла) — деревня в Зианчуринском районе Республики Башкортостан Российской Федерации. Входит в состав Новочебенкинского сельсовета. 

## География

### Географическое положение
Расстояние до:
- районного центра (Исянгулово): 22 км,
- центра сельсовета (Ишемгул): 3 км,
- ближайшей ж/д станции (Тюльган): 51 км.

## Население
| 1939 | 1959 | 1970 | 1979 | 1989 | 2002 | 2009 |
| ---- | ---- | ---- | ---- | ---- | ---- | ---- |
| 161  | ↘133 | ↗164 | ↘121 | ↘64  | ↗88  | ↗89  |
| 2010 |      |      |      |      |      |      |
| ↘74  |      |      |      |      |      |      |

Национальный состав
Согласно переписи 2002 года, преобладающая национальность — башкиры (70 %).